# Orgull Ràdio
Orgull Ràdio és la primera ràdio a Catalunya enfocada al públic de persones Lesbianes, Gais, Bisexuals, Transgèneres i Intersexuals. Un projecte associatiu que emet des dels 2019 continguts radiofònics.
El 17 de maig de 2019, Dia Mundial Contra la LGTBIfòbia, varen iniciar els continguts d'Orgull Ràdio amb l'emissió del programa 'Quin Orgull!' amb Oriol Serra, com a magazine matinal del projecte. Mesos després a través de la seua web s'estrenaren nous espais com 'Debat a Orgull', 'Cazadores de Girlbands', 'Sona a Eurovisió' o 'Bon dia Paral·lel'.
Es tracta de la primera ràdio LGTBI de Catalunya amb una programació dedicada aquest col·lectiu. El projecte va rebre el premi Barna Jove 2020 concedit pel Consell de la Joventut de Barcelona. Entre els seus col·laboradors es troba el xef amb dues estrelles Michelin Raül Balam Ruscalleda o la vedet Brigitta Lamoure.